# Virola marlenei
Virola marlenei là một loài thực vật có hoa trong họ Myristicaceae. Loài này được W.A. Rodrigues miêu tả khoa học đầu tiên năm 1977.